# Îles Zaffarines
Les îles Zaffarines, îles Jaafarines ou îles Chafarines (en espagnol islas Chafarinas, en arabe جزر إشفارن) sont un groupe de trois petites îles espagnoles situées en mer Méditerranée au large des côtes africaines, à 3,3 km au large du village marocain de Ras El Ma (Cap de l’eau) et à 46 km à l'est-sud-est de la ville espagnole de Melilla.
Les Zaffarines sont l'un des territoires espagnols revendiqués par le Maroc, tout comme les villes de Ceuta et Melilla, les rochers de Vélez de la Gomera, Persil et d'Alhucemas. Ces îles, situées à 3 kilomètres de la côte marocaine sont sous contrôle de l'Espagne depuis 1848.
Les 200 habitants de l'archipel sont des militaires et des garde-côtes espagnols. Le chiffre peut évoluer d'une année à une autre, mais cette population est essentiellement stationnée dans une caserne et quelques maisons situées sur l'ile Isabelle II (Isabel II). Par ailleurs, il peut y avoir quelques météorologues et scientifiques.

## Situation

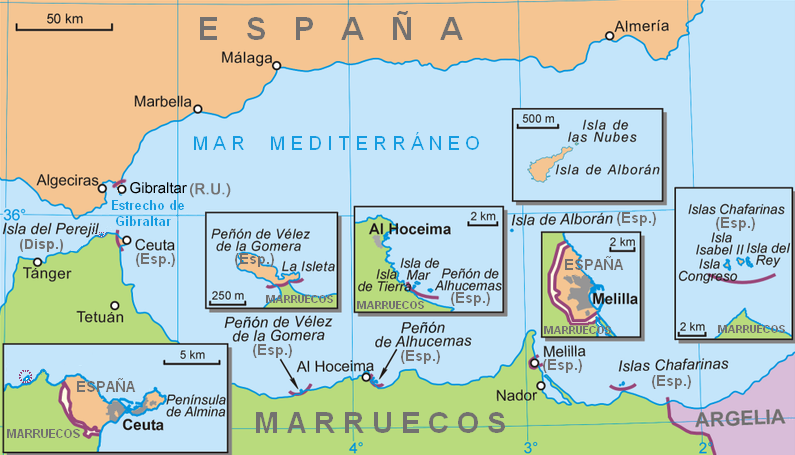
Les territoires espagnols en Afrique.
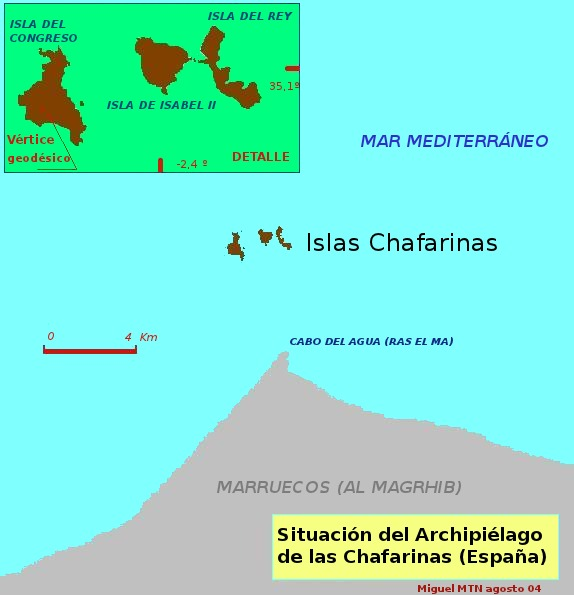
Localisation des îles Zaffarines.

## Description
Superficie terrestre : 52,5 ha
- Île du Congrès : 25,6 ha
- Île Isabelle II : 15,3 ha
- Île du Roi : 11,6 ha

Sur l'île Isabelle II,  l'Espagne dispose d'une base militaire.

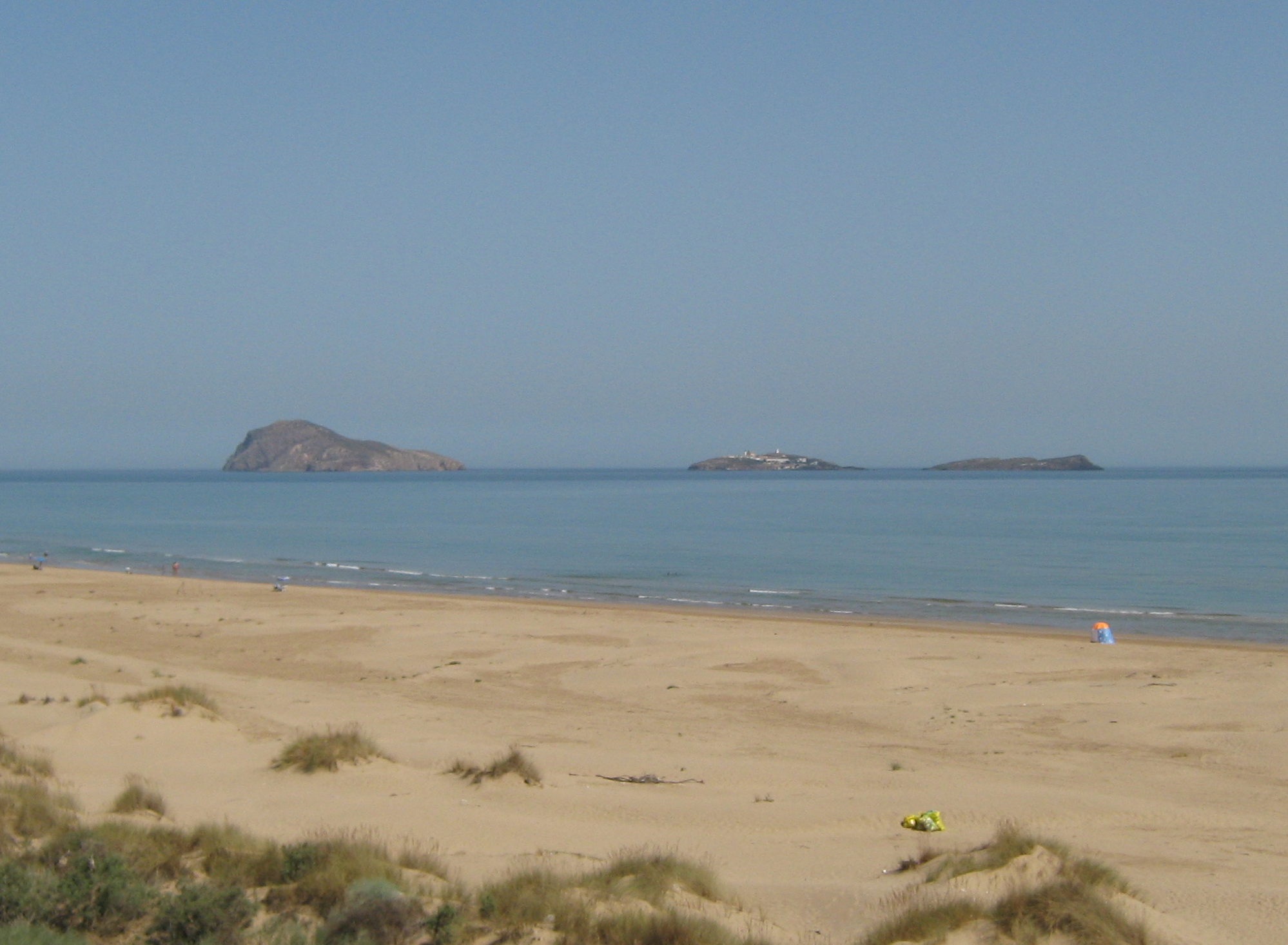
Les îles vues du Ras el Ma (ou cap de l'Eau). De gauche à droite : l’île du Congrès, l’île Isabelle II et l’île du Roi.
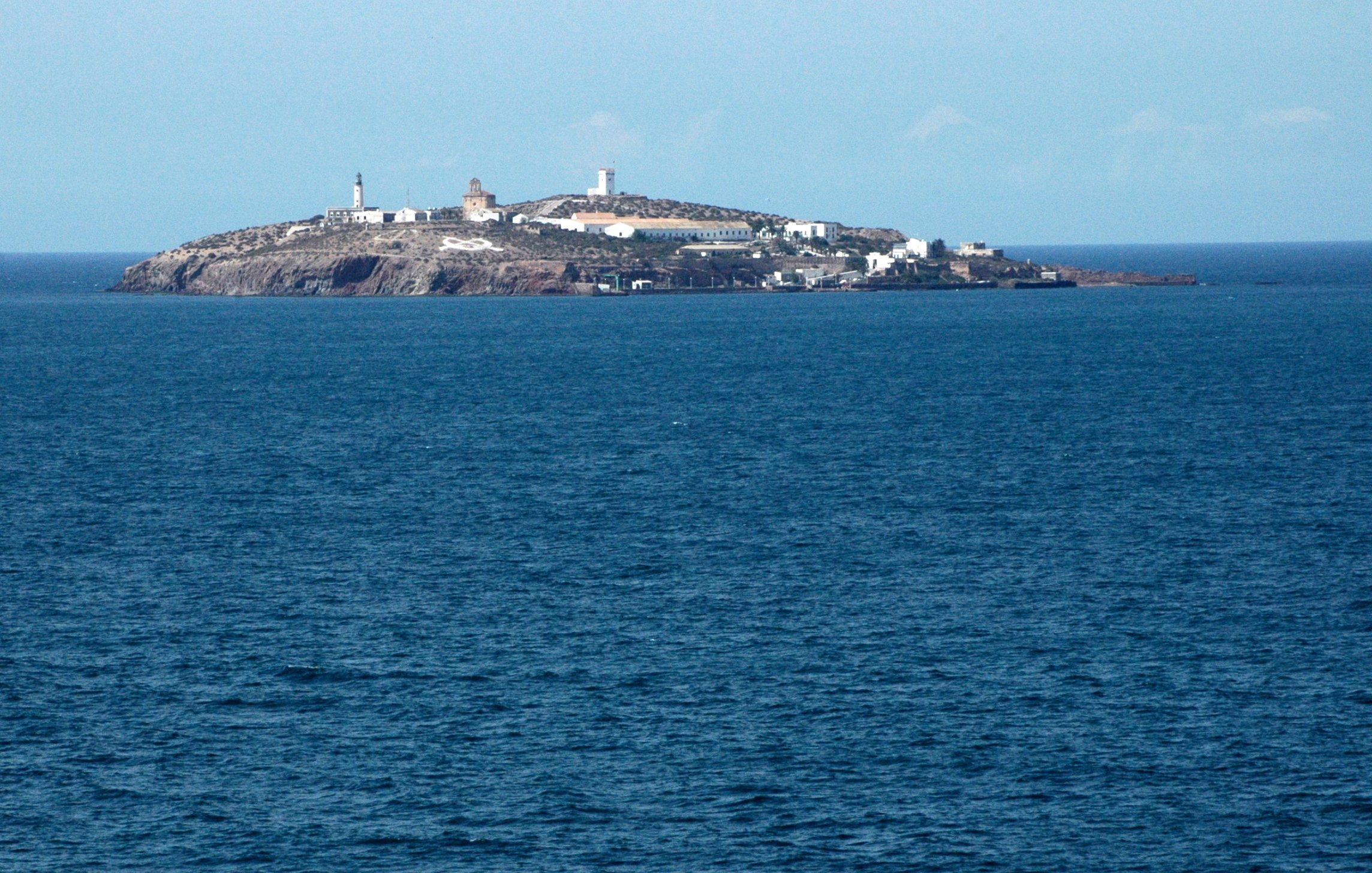
L’île Isabelle II, vue du Ras el Ma.
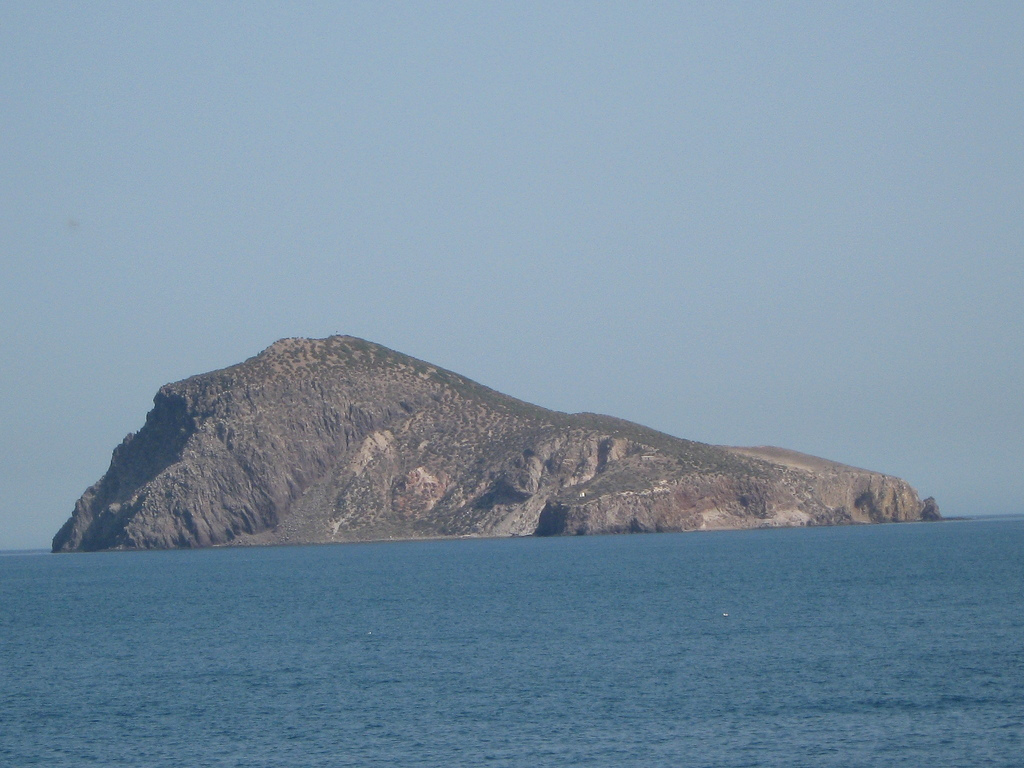
Vue rapprochée de l'île du Congrès.
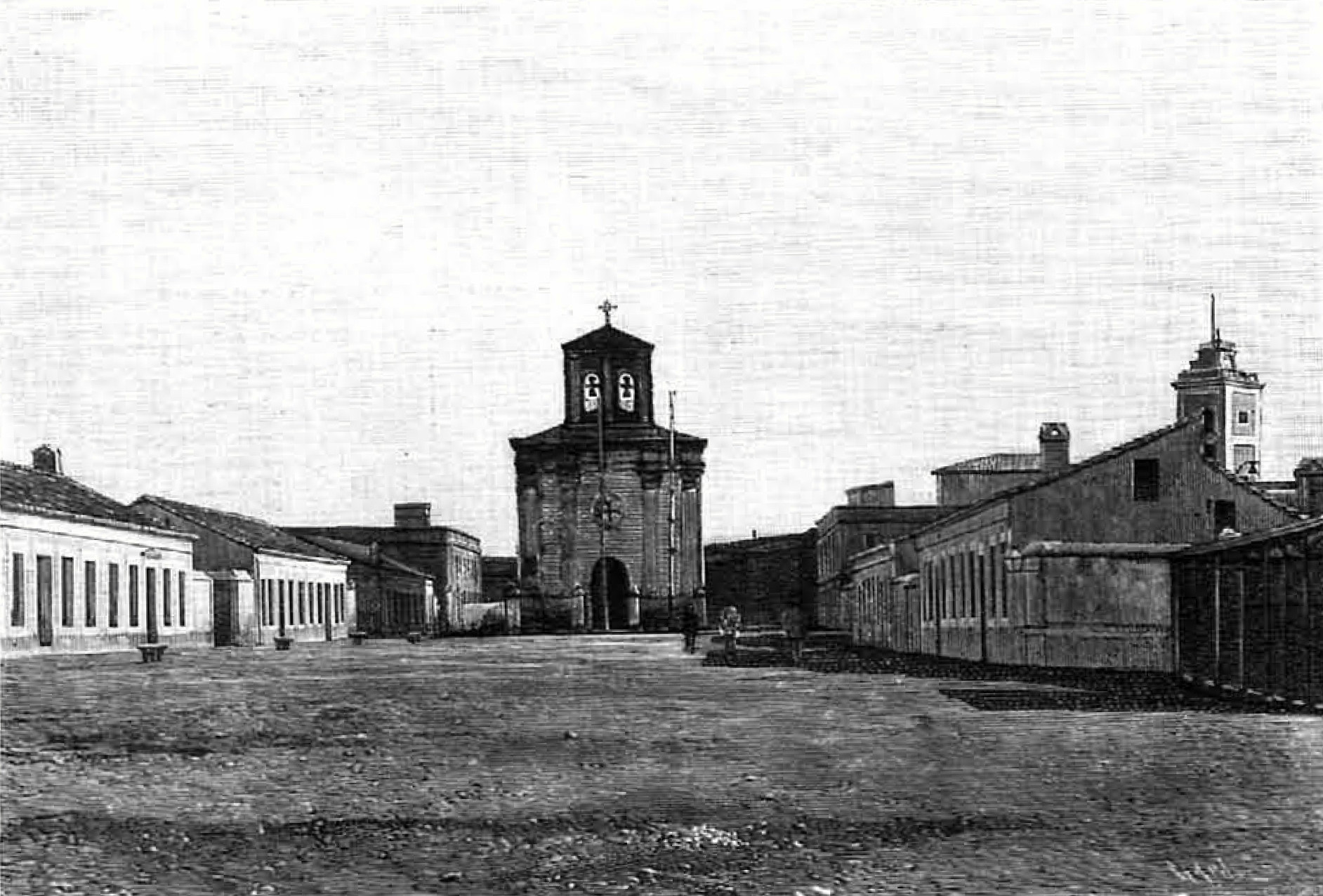
L’Église de l’Immaculée Conception sur l’île Isabelle II, photo de 1893.

## Étymologie
Leur nom latin était Tres Insulae (« trois îles »). Leur nom actuel est la transcription espagnole du mot amazigh ichfaren qui signifie les îles des Voleurs.